# やまと郡山城ホール
やまと郡山城ホール（やまとこおりやまじょうホール）は、奈良県大和郡山市北郡山町にある文化総合施設。

## 概要
市民の文化活動の振興及び文化創造の拠点として、また教育の発展及び市民福祉の増進並びに豊かな地域社会づくりに寄与することを目的として建設された。2001年（平成13年）5月竣工、総工費は59億3千万円。施工は淺沼組・藤本建設特定建設工事共同企業体。鉄筋コンクリート造、一部鉄骨造、地下2階、地上4階。延床面積は文化会館・図書館部分が16,670.83m2、武道館部分は1,250.17m2。優良ホール100選に選ばれている。
2017年（平成29年）1月より大和郡山にて創業したDMG森精機が命名権を取得し、「DMG MORI やまと郡山城ホール」の名称となる。契約期間は10年間。

## 館内施設
- 地下1階
  - レセプションホール : パーティや会議など様々な用途に対応
  - リハーサル室
  - スタジオA・B
- 1階
  - 大ホール : 収容人数1013人、走行式音響反射板を備えており、優れた音響効果を発揮。多目的ホールでありながら、シューボックス形式のコンサートホールと同じ空間をつくり出すことができる。
  - 小ホール : 収容人数311人、小規模なコンサート、講演会、発表会等に使用できる。
  - 展示室
  - レストラン
  - 大和郡山市立図書館（一般閲覧室）
- 2階
  - 大和郡山市立図書館（児童閲覧室）
  - 会議室A・B・C
- 武道館
  - 柔道場
  - 剣道場
  - 弓道場

## 交通アクセス
- 近鉄橿原線 近鉄郡山駅から北へ徒歩7分
- JR大和路線 郡山駅から北西へ徒歩15分
- 奈良交通バス やまと郡山城ホールバス停下車すぐ